# Даріо Антоніо Усуґа
Даріо Антоніо Усуга Давід (ісп. Dario Antonio Úsuga, нар. 15 вересня 1971) — колумбійський наркоторговець. Колишній лідер угрупування наркоторгівців «Клан затоки» (ісп. Los Urabeños) і відомий під прізвиськом Отоніель. Серед інших злочинів його звинувачують у відправці десятків партій кокаїну до США, убивствах поліцейських, вербуванні неповнолітніх та сексуальному насильстві над дітьми. Після десяти років пошуків, колумбійська влада заарештувала Отоніеля в жовтні 2021 року. На момент захоплення було видано 132 ордери на його арешт.

## Життєпис

### Рання діяльність
Усуга був членом Народної визвольної армії, комуністичної партизанської групи, поки вона не розпалася в 1991 році. Потім він приєднався до Об'єднаної самооборони Колумбії (Autodefensas Unidas de Colombia, або AUC), колумбійської ультраправої воєнізованої групи та наркоторгівлі.
2005 року Усуга почав працювати на Даніеля Рендона Ерреру, тодішнього лідера групи наркоторгівлі Los Urabeños. Усуга та його брат Джованні (Хуан де Діос Усуга) взяли під контроль Лос Урабеньос 2009 року. Після того, як Джованні застрелили під час поліцейського рейду, Даріо Антоніо очолив групу.

## Пошуки
Колумбійська поліція шукала Усугу з 2011 року. 2015 року BBC повідомляла, що до пошуків залучили 1200 колумбійських поліцейських. Того ж року колумбійський поліцейський гелікоптер, який шукав Усугу, розбився, загинуло 18 осіб. 2017 року Держдепартамент США оголосив винагороду в розмірі $5 млн за інформацію, яка допоможе арешту. 2017 року колумбійська поліція по боротьбі з торгівлею людьми скидала листівки з гелікоптерів, пропонуючи цю винагороду. Усуга опублікував у Facebook відео, де запропонував домовитися про його капітуляцію.
На початку 2021 року влада Колумбії активізувала пошуки Усуги після зростання виробництва кокаїну.

### Арешт
На початку жовтня 2021 року співробітники колумбійської розвідки визначили, що ймовірна схованка Усуги знаходиться в Урабі, регіон Антіокія на північному заході Колумбії, поблизу кордону з Панамою. Виявленню його місцезнаходження сприяло відстеження членів картелю, які приносили йому певний вид ліків для лікування хвороби нирок. Вранці 22 жовтня військова команда під кодовою назвою Ель Бланко оточила його імовірну схованку сотнями військовослужбовців, 20 гелікоптерами, 10 дронами. Захоплення включало блокування річок і доріг, які могли бути використані для втечі. Кораблі Військово-морських сил Колумбії стежили з моря, щоб запобігти втечі по воді. 23 жовтня колумбійські війська захопили Усугу, який переховувався у віддаленому гірському районі. На момент арешту, Усуга був найбільш розшукуваним наркобароном Колумбії, а уряд країни призначив винагороду в $800 тис. за його захоплення. Також виявлено, що він причетний до торгівлі людьми, хоча його картель на той час був сильно ослаблений.

## Подальше життя
24 жовтня 2021 оголосили, що Колумбія передасть Отоніеля до США.